# Maria Anna d’Arquien
Maria Anna d’Arquien, född 1646, död 1733, var en fransk-polsk adelskvinna. 
Hon var syster till Polens franska drottning Marie Casimire Louise de la Grange d'Arquien och spelade en inflytelserik roll vid sin systers hov, där hennes makes karriär gynnades tack vare hennes systers inflytande. 